# 空、星、海の夜
「空、星、海の夜」（そら、ほし、うみのよる）は、日本のロックバンド・THE BACK HORNの2枚目のシングル。2001年8月22日にSPEEDSTAR RECORDSから発売された。

## 解説
PVは「ひとり言」「風船」でも監督を務めた紀里谷和明によるもので、メンバーは全身に真っ黒なペイントに塗られ、水浸しの中演奏するという演出であった。
当時はベーシスト不在であったため、ボーカリストの山田将司がベースを担当した。

## 収録曲
- 全曲の作詞・作曲・編曲：THE BACK HORN

1. 空、星、海の夜
2. ミスターワールド

## 収録アルバム
| 曲名             | 収録作品名         | 作品種類           | 発売日         |
| ---------------- | ------------------ | ------------------ | -------------- |
| 空、星、海の夜   | 人間プログラム     | オリジナルアルバム | 2001年10月17日 |
| 空、星、海の夜   | BEST THE BACK HORN | ベストアルバム     | 2008年1月23日  |
| ミスターワールド | 人間プログラム     | オリジナルアルバム | 2001年10月17日 |